# 24699 Schwekendiek
24699 Schwekendiek este un asteroid din centura principală, descoperit pe 13 octombrie 1990, de Lutz Schmadel și Freimut Börngen.